# Northrop YB-35
El Northrop XB-35/YB-35 fue un bombardero pesado experimental desarrollado en los años posteriores a la Segunda Guerra Mundial por la Northrop Corporation, para las Fuerzas Aéreas del Ejército de los Estados Unidos. Usaba el radical y potencialmente muy eficiente diseño de ala volante, en el cual se elimina el fuselaje más la sección de cola, y la carga útil es transportada en una ala gruesa. Sólo se construyeron dos prototipos XB-35 y un par de ejemplares de preproducción YB-35. Sin embargo, se mantuvo un interés lo suficientemente alto por este diseño como para hacer un desarrollo de esta aeronave con motores a reacción, bajo la designación YB-49. 

## Diseño y desarrollo
El B-35 fue una creación de Jack Northrop, que focalizó en el ala volante su trabajo durante los años 30. Durante la Segunda Guerra Mundial, Northrop había sido autorizado a desarrollar un gran bombardero solo-ala de gran alcance, designado XB-35. Northrop defendía un "ala volante" como medio de reducir la resistencia parásita y para eliminar peso estructural que no fuera directamente responsable de producir sustentación. En teoría, el B-35 podría llevar una gran carga, más rápido, más lejos y más barato que un bombardero convencional. El 11 de abril de 1941, el Cuerpo Aéreo del Ejército de los Estados Unidos emitió una solicitud por un bombardero que pudiera llevar 4535,9 kg (10 000 libras) de bombas en una misión de ida y vuelta de 16 093,4 km (10 000 millas). Las prestaciones requeridas eran de una velocidad máxima de 442,6 km/h, y un techo de vuelo de 13 716 m (45 000 pies). Este avión sería capaz de bombardear la Europa ocupada en el caso de que el Reino Unido cayera (era similar a la competición de diseño del programa Amerika Bomber propio de la Alemania nazi del RLM, iniciado en la primavera de 1942). La propuesta original del USAAC de abril de 1941 fue presentada primeramente a Boeing y Consolidated Aircraft Company, y generó la producción del Convair B-36. En mayo, el contrato fue también ampliado para incluir a Northrop, invitándoles a presentar un diseño afín a las líneas que ya habían explorado.
Ya que el nuevo avión requeriría una cantidad significativa de trabajo de ingeniería en áreas no probadas, la primera orden emitida fue realmente para una versión a escala un tercio del XB-35, llamada Northrop N-9M (la M fue colocada por Model (maqueta)). Este avión sería usado para recabar datos de pruebas de vuelo para el diseño del Ala Volante, que luego serían usados en diseñar el XB-35. Podría también usarse como entrenador de vuelo, para familiarizar a los pilotos con el radical concepto todo-ala. A principios de 1942, el trabajo de diseño en el propio XB-35 comenzó en serio. A diferencia de los aviones convencionales, las alas volantes realmente "sin cola" no podían usar un timón para el control lateral, ya que no existía, por lo que se usaron un juego de flaps doblemente divididos de tipo almeja. Cuando se accionaba el control de los alerones, se desviaban arriba o abajo como una sola unidad, como un alerón. Cuando se accionaba el timón, las dos superficies de un lado se abrían, arriba y abajo, creando resistencia, y guiñando el avión. Aplicando ambos pedales del timón, ambos juegos de superficies se desplegaban creando resistencia de tal manera que la velocidad del aire o el ángulo de planeo podían ser manipulados.

## Historia operacional
Las Fuerzas Aéreas del Ejército de los Estados Unidos habían ordenado originalmente 200 B-35 del modelo de producción. Como las instalaciones de Northrop no podían hacerse cargo de producirlos, la Glenn L. Martin Company estuvo de acuerdo en acometer la producción en masa. Esto se probó irrelevante cuando el avión tenía demasiados problemas de desarrollo. Incluso pasando esto por alto, muchos de los ingenieros de Martin habían sido reclutados en 1944, por lo que Martin retrasó la primera fecha de entrega a 1947. Viendo que casi con seguridad nunca estarían listos a tiempo para participar en la guerra, las Fuerzas Aéreas del Ejército cancelaron el contrato de producción, aunque el Mando de Servicios Técnicos Aéreos continuó el programa con propósitos de investigación.
Las pruebas de vuelo reales del avión revelaron varios problemas: las hélices contrarrotativas causaban una fuerte y constante vibración de los ejes transmisores y las cajas reductoras suministradas por el gobierno tenían averías frecuentes y reducían la efectividad del control de las hélices. Tras sólo 19 vuelos, Northrop inmovilizó en tierra el primer XB-35; el segundo avión fue inmovilizado tras ocho vuelos de pruebas. En este tiempo, las hélices contrarrotativas fueron retiradas y reemplazadas por cuatro hélices de cuatro palas de rotación simple. Además de tener los problemas de vibración continua de los ejes transmisores, las nuevas hélices de rotación simple redujeron ampliamente la velocidad y prestaciones del avión. Aún más, el intrincado sistema de escape se convirtió en un fracaso de mantenimiento. Tras sólo dos años de uso, los motores ya mostraban signos de fatiga del material.
Al final, el programa fue terminado debido a sus dificultades técnicas, a la obsolescencia de sus motores de hélices contrarrotativas, y a estar el mismo muy retrasado sobre lo previsto y tener sobre costes. Otro factor contribuyente al fracaso del programa fue la tendencia de Northrop de acabar comprometido con muchos programas experimentales, lo que extendía demasiado ampliamente a su escaso personal de ingeniería. Ya que el rival de hélices B-36 estaba obsoleto por la época y había tenido los mismos e incluso más problemas de desarrollo, la Fuerza Aérea necesitaba un bombardero atómico de posguerra de muy largo alcance para contrarrestar la percibida amenaza soviética. Tuvo más fe en que los problemas "de inmadurez" del B-36 pudieran superarse, comparados con aquellos de la nueva y radical "Ala Volante", el nombre extraoficial que fue más tarde asociado con todos los diseños "todo-ala" de Northrop.
Hay antiguas teorías conspiratorias acerca de la cancelación del programa del Ala Volante; específicamente, una acusación de Jack Northrop en la que el Secretario de la Fuerza Aérea Stuart Symington le intentó obligar a fusionar su compañía con la Convair controlada por Atlas Corporation. En una entrevista grabada de 1979, Jack Northrop reclamó que el contrato del Ala Volante fue cancelado porque las exigencias de fusión de Convair eran "groseramente injustas para Northrop". Cuando Northrop las rechazó, se supone que Symington se las arregló para cancelar el programa del B-35 y del B-49. Symington fue nombrado presidente de Convair tras dejar poco tiempo después el servicio oficial.
Otros observadores indican que los diseños del B-35 y B-49 tenían problemas de diseño y prestaciones bien documentados, mientras que el Convair B-36 necesitaba más fondos de desarrollo. En esa época, parecía que el programa del B-36 podía ser cancelado, así como el del B-35. La USAF y la delegación del Congreso de Texas deseaban tener un programa de construcción para la gran fábrica de producción de aviones de Fort Worth, y Convair ejercía una presión mucho más efectiva en Washington D. C.. La Northrop Corporation siempre fue un pionero tecnológico, pero la naturaleza independiente de Jack Northrop a menudo colisionaba con los tejemanejes políticos en Washington que se producían al ejecutar enormes asignaciones militares. Consecuentemente, el B-36 prevaleció, con poco más de 380 aviones construidos. Además, a principios de año, cuando el bombardero a reacción YB-49 fue cancelado, Northrop recibió un contrato más pequeño para su caza F-89 Scorpion como compensación por la pérdida del contrato del Ala Volante.

## Variantes

### XB-35
El 22 de noviembre de 1941, las USAAF firmaron un contrato de desarrollo por un XB-35; el contrato incluía una opción por un segundo avión, que fue ejecutada el 2 de enero de 1942. El primero iba a ser entregado en noviembre de 1943, el segundo en abril del mismo año.
La ingeniería en detalle comenzó a principios de 1942. Una cabina de la tripulación, parecida a un fuselaje, iba a ser embutida dentro del ala; incluía un cono de cola sobresaliendo del borde de fuga. Este cono de cola podría contener las estaciones de puntería remota para los artilleros del bombardero y un grupo de ametralladoras de fuego trasero en los aviones de producción. En la sección media de la cabina, había literas plegables para la tripulación de relevo en misiones largas. La carga de bombas del avión iba a ser llevada en seis bodegas de bombas más pequeñas, tres en cada sección alar, equipadas con puertas plegables; este original diseño imposibilitaba el uso de grandes bombas, ni las primeras bombas atómicas, sin rediseñar la bodega de bombas y realizar modificaciones. Los aviones de producción tendrían un armamento defensivo de veinte ametralladoras de 12,7 mm o cañones de 20 mm, llevadas en seis torretas: dos en la línea central del avión, cuatro encima y debajo de las alas exteriores, y cuatro en el cono de cola de "aguijón". El B-35 se aprovecharía de una nueva aleación de aluminio creada por Alcoa; estaba considerada más fuerte que cualquier otra aleación usada hasta entonces.
En junio de 1946, el XB-35 realizó su primer vuelo, un viaje de 45 minutos desde Hawthorne, California, al Lago Seco de Muroc, sin incidentes. Los motores y las hélices del XB-35 eran propiedad de las Fuerzas Aéreas del Ejército (AAF), y no habían sido probadas sus compatibilidades ni por Pratt & Whitney, ni por Hamilton Standard, ni por las Fuerzas Aéreas, que las habían comprado en Wright Field sin probarlas o asegurar la fiabilidad, y luego se las habían enviado a Northrop. Los informes microfilmados y la correspondencia del programa del XB-35 detallan que, tras tres o cuatro vuelos, las vibraciones de los motores y las hélices aumentaron, y las muy eficientes hélices contrarrotativas comenzaron a fallar con una frecuencia frustrante. Se solicitaron reuniones por parte de Northrop, en las que ni las Fuerzas Aéreas del Ejército, ni Pratt & Whitney ni Hamilton Standard, se responsabilizaron de corregir los motores y las hélices de las AAF. Además, las AAF no suministraron el alternador eléctrico de corriente alterna, insistiendo en que Northrop usara una unidad de potencia auxiliar (APU) de a bordo impulsada por un motor automotriz, que limitaba al XB-35 de gran altitud y alta velocidad a realizar vuelos de pruebas por debajo de los 4572 m (15 000 pies). Las AAF también se negaron a permitir la modificación propuesta por Northrop de las bodegas de bombas, para llevar la bomba atómica estándar Mk.3, mientras que al mismo tiempo, declaraban que no comprarían el bombardero a menos que pudiera llevar una bomba A. Northrop estuvo de acuerdo, a regañadientes, en probar una hélice de rotación simple, que incrementaría ligeramente la distancia de despegue y reduciría el régimen de ascenso y la velocidad máxima.
Los problemas con el cuarteto de ejes de las hélices contrarrotativas que formaban cada sistema de transmisión del avión continuaron, hasta que finalmente el propio Jack Northrop inmovilizó en tierra los XB-35 hasta que el gobierno reparara sus sistemas de propulsión. Al mismo tiempo, las AAF ordenaron a Northrop convertir dos de las células de YB-35 en YB-49, esencialmente sustituyendo los cuatro motores recíprocos por ocho motores a reacción. Como resultado, las células volaron prontamente a más de 12 192 m (40 000 pies) y alcanzaron los 836,9 km/h en las pruebas de vuelo, verificando la aerodinámica del fuselaje del XB-35, pero a costa del alcance. La versión a hélice tenía un alcance de diseño capaz de alcanzar blancos a 6437,4 km, pero el alcance de la versión a reacción fue recortado a casi la mitad. La nueva versión lo descalificaba para la misión de alta prioridad de la Fuerza Aérea como bombardero estratégico, que en aquella época significaba atacar los complejos industriales y militares de la Unión Soviética en las Montañas Urales. La Fuerza Aérea, envuelta ella misma en una confusión de cambios de posición y tareas, finalmente canceló el proyecto de XB-35, mientras continuaba probando el fuselaje del B-35 como YB-49, incluso ordenando 30 de los bombarderos a reacción tras el primer accidente de YB-49. El primer y el segundo XB-35 fueron desguazados el 23 y 19 de agosto de 1949, respectivamente.

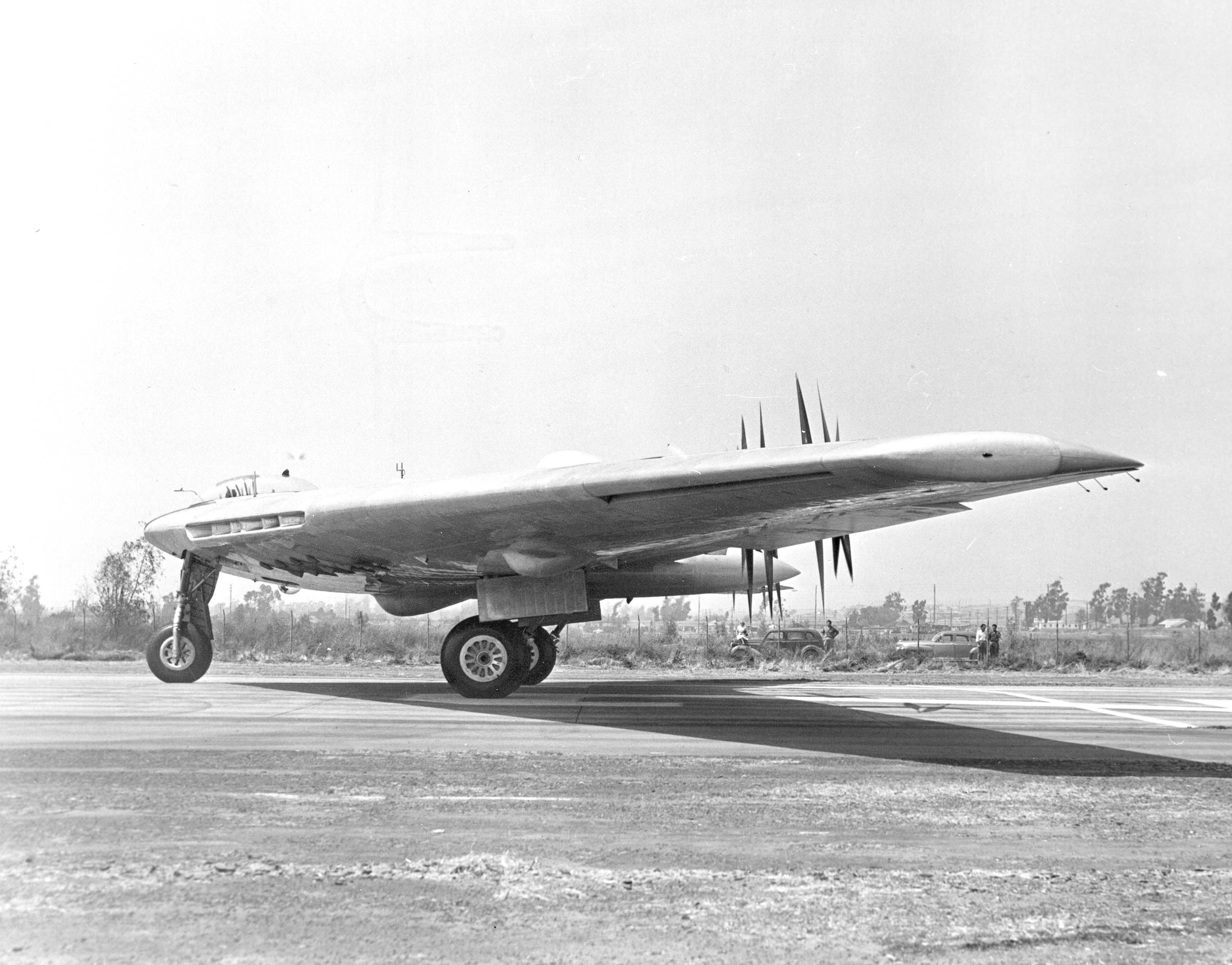
Vista de perfil de un prototipo del XB-35.
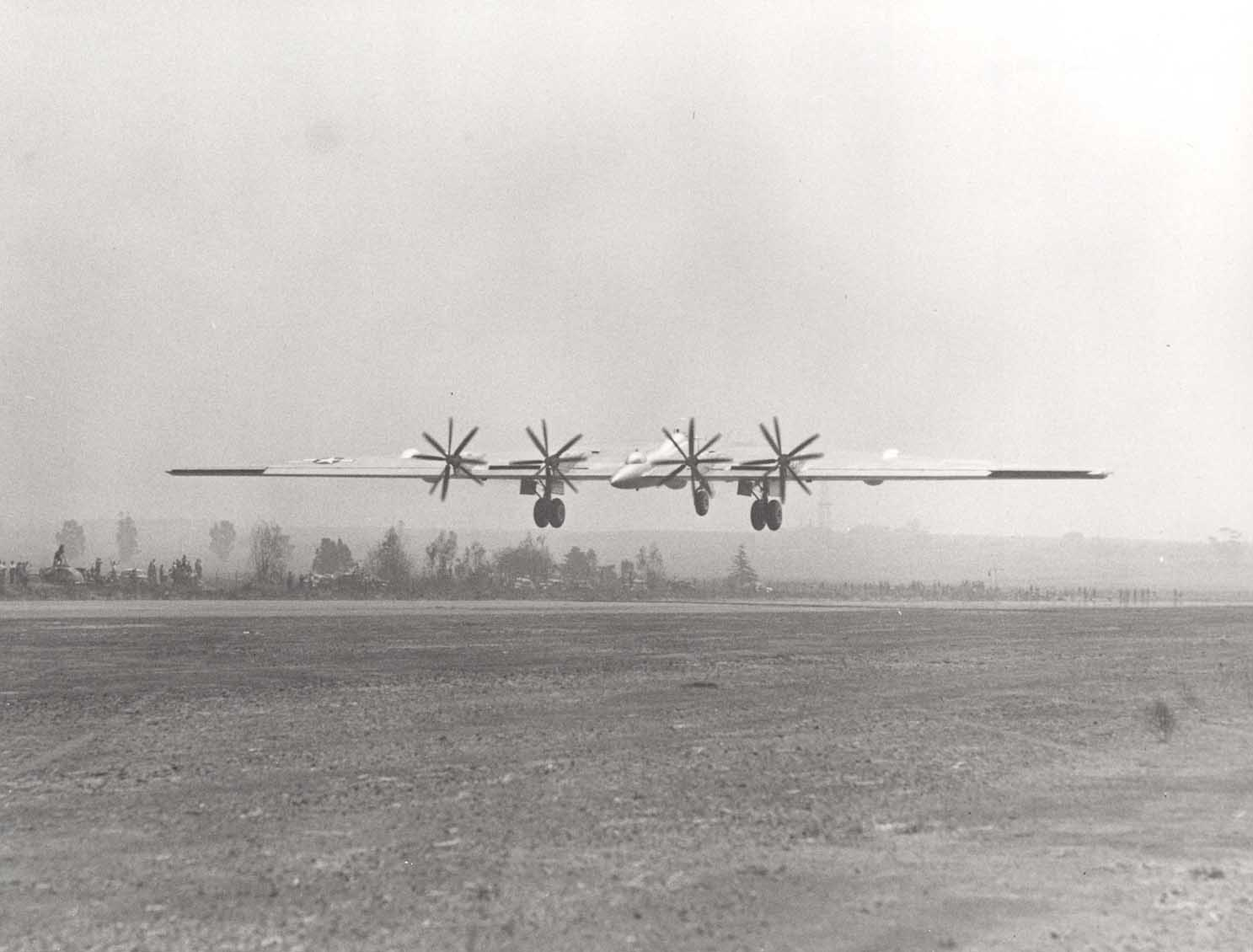
Despegue de un prototipo del XB-35.
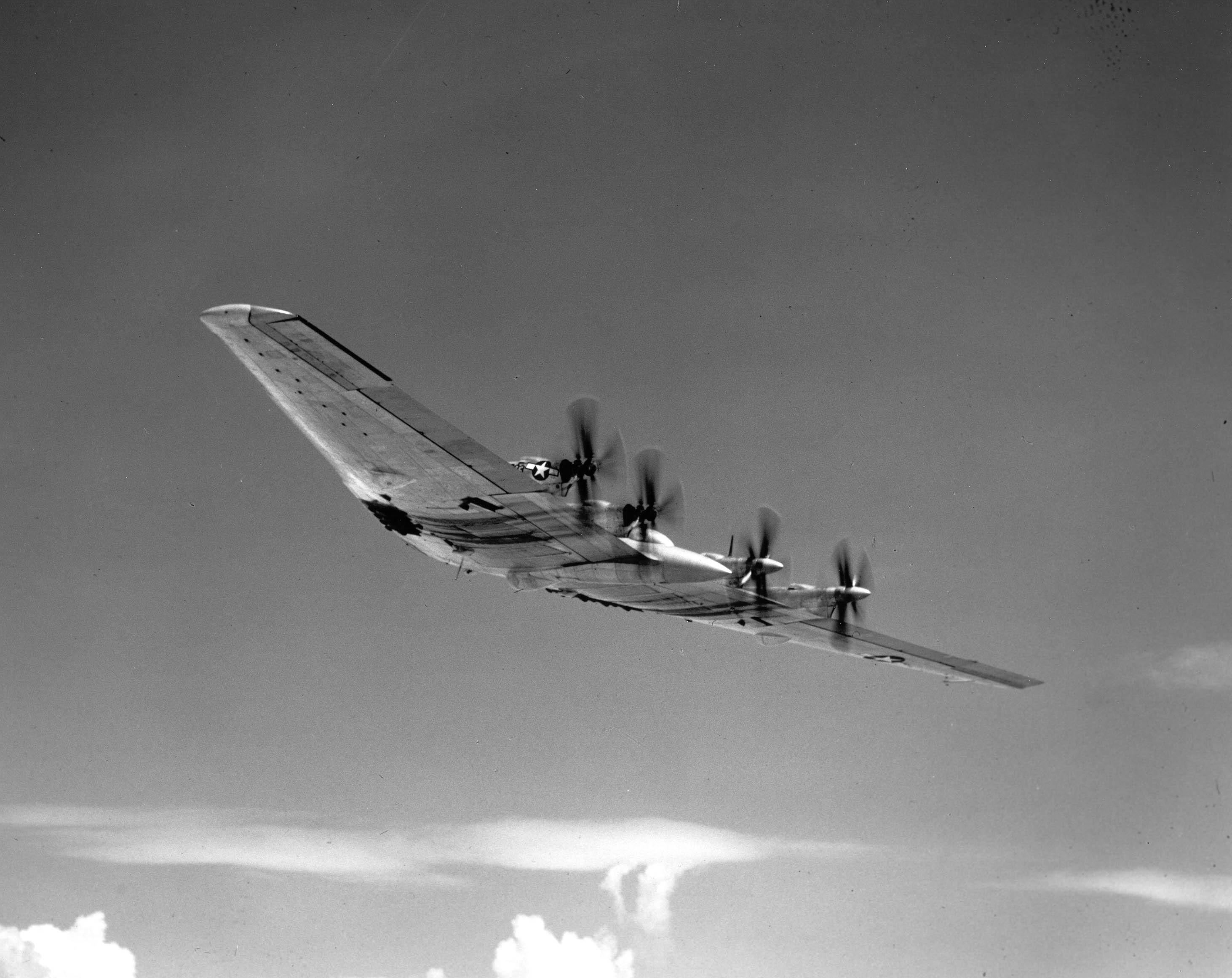
Prototipo del XB-35 en vuelo.

### YB-35

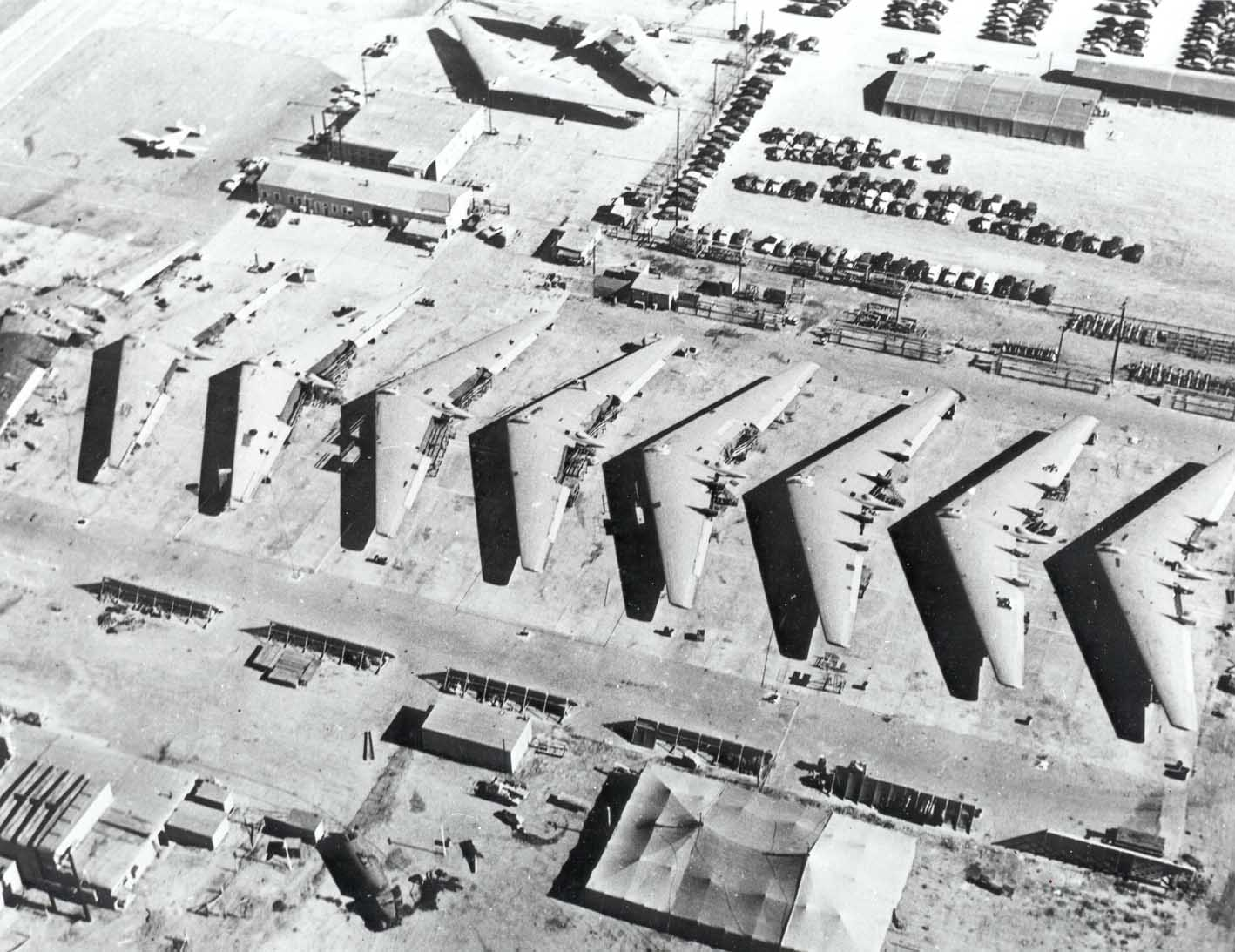
Ejemplares de preproducción del YB-35 en la Base de la Fuerza Aérea Edwards.

El 30 de septiembre de 1943, fueron pedidos 13 ejemplares de preproducción YB-35 por parte de la Fuerza Aérea de Estados Unidos. Cuando el primero de ellos voló por primera vez el 15 de mayo de 1948, ya estaba claro que el diseño con motores de pistón había quedado obsoleto ante los avances conseguidos en los motores de reacción.
Sólo el primer YB-35 llegó a volar, y las pruebas duraron sólo unos meses. El YB-35 fue desguazado el 20 de julio de 1949. El inacabado YB-35 #2, fue desechado el 19 de agosto de 1949. Los otros 11 aviones YB-35 pedidos se sometieron a conversiones de motores. Dos fueron convertidos para usar ocho turborreactores Allison J35 y designados YB-49. Ambos aviones se destruyeron a causa de accidentes. Las estructuras incompletas de otros siete aviones restantes se comenzaron a convertir en YB-35B, pero nunca fueron finalizados.

### YRB-49A
Un tercer fuselaje de YB-35 fue convertido para usar seis motores a reacción (dos emplazados en soportes subalares) para utilizarlo como avión de reconocimiento de largo alcance, designado YRB-49A. Tras unos pocos meses, la orden de la Fuerza Aérea de 30 YRB-49A fue repentinamente cancelada sin explicaciones. El único YRB-49A construido realizó 13 vuelos de pruebas y luego regresó al Aeropuerto de Ontario de Northrop. El último de las grandes Alas Volantes de Northrop quedó abandonado en los márgenes del aeropuerto durante dos años y fue finalmente desguazado el 1 de diciembre de 1953.

### EB-35
El último YB-35B fue redesignado EB-35B, iba a ser convertido para probar el potente motor turbohélice Northrop Turbodyne XT-37, prototipo que inicialmente desarrollaba 5150 hp. El avión iba a equiparse con dos motores, con unas hélices Curtiss Electric de cuatro palas contrarrotativas y 5,48 m de diámetro. El refinamiento de este motor durante las consiguientes pruebas desembocó en el Turbodyne T-37 de 7500 hp. Posteriores mejoras indicaron que se podían alcanzar los 10 000 hp por motor, y por tanto dos de estos potentes motores podían sustituir a cuatro de los anticuados motores de pistón que estaban siendo usados en los XB-35 e YB-35. Sin embargo, la Fuerza Aérea canceló repentinamente el desarrollo y las pruebas de este nuevo y prometedor motor, e hizo que las patentes y todos los datos técnicos del T-37 Turbodyne fueran transferidos a General Electric. Finalmente, la estructura del EB-35B fue desguazada el 30 de marzo de 1950 por orden de la Fuerza Aérea.

### B2T
B2T fue una designación de la Armada estadounidense dada a un fuselaje de B-35B con la intención de ser usado en pruebas de desarrollo; el proyecto fue cancelado cuando todavía estaba en la etapa de planeamiento.

## Operadores
Estados Unidos
- Fuerzas Aéreas del Ejército de los Estados Unidos
- Fuerza Aérea de los Estados Unidos

## Cultura popular
- El B-35 hace un cameo en el juego arcade Strikers 1945 Plus, junto con el Northrop YB-49, como bomba.

- Aparece en la película Transformers: El último caballero.

## Especificaciones (YB-35)

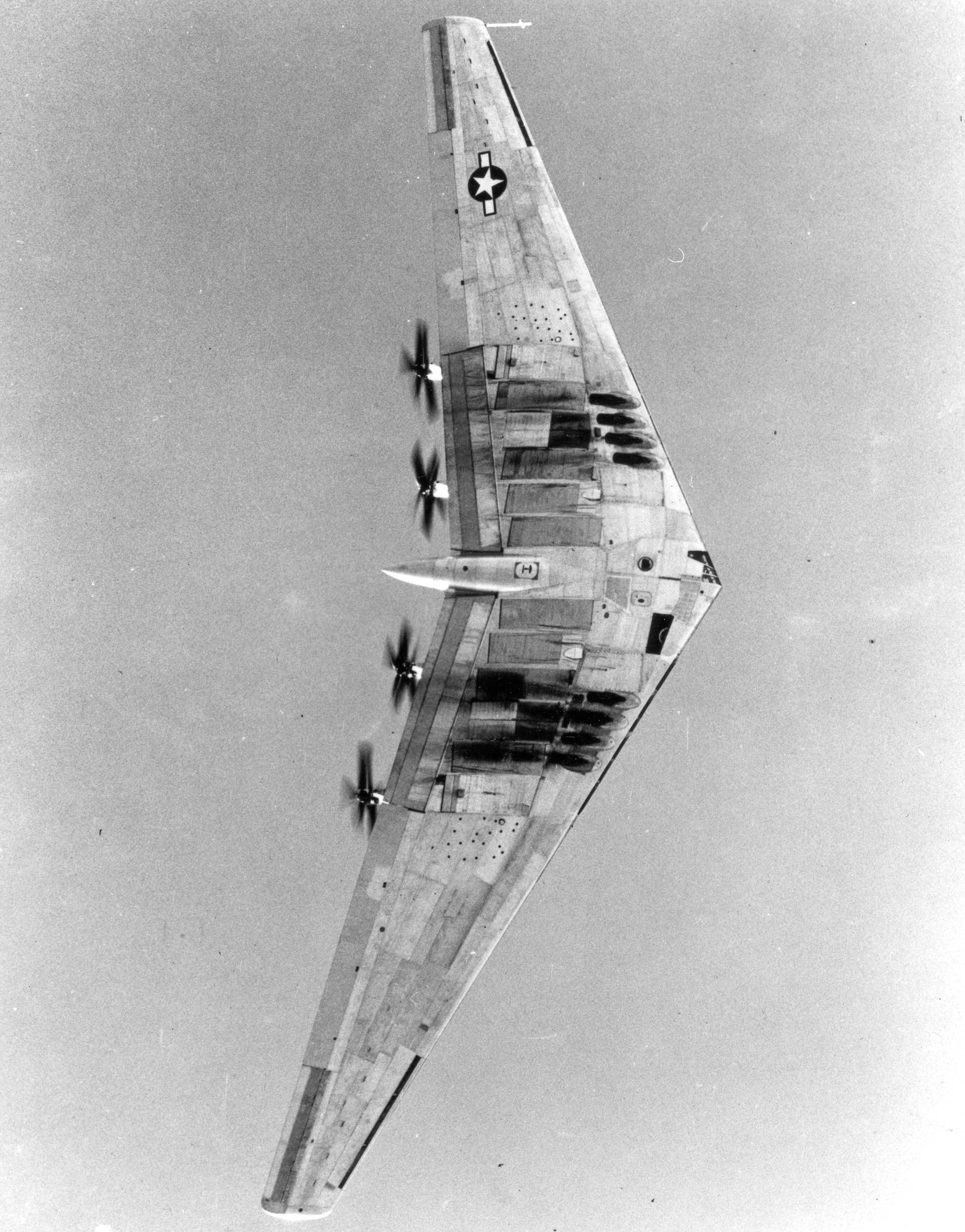
Vista inferior del prototipo del XB-35.

### Características generales
- Tripulación: 9 (piloto, copiloto, bombardero, navegador, ingeniero, operador de radio, 3 artilleros)
- Longitud: 16,2 m (53,1 ft)
- Envergadura: 52,2 m (171,3 ft)
- Altura: 6,2 m (20,3 ft)
- Superficie alar: 370 m² (3982,8 ft²)
- Peso vacío: 40 590 kg (89 460,4 lb)
- Peso cargado: 82 000 kg (180 728 lb)
- Peso máximo al despegue: 95 000 kg (209 380 lb)
- Planta motriz: Motores radiales: 2x Pratt & Whitney R-4360-17 y 2x R-4360-21 (todos de 28 cilindros en cuatro filas y refrigerados por aire).
  - Potencia: 2200 kW (3033 HP; 2992 CV) cada uno.

### Rendimiento
- Velocidad máxima operativa (Vno): 632 km/h (393 MPH; 341 kt)
- Alcance: 13 100 km (7073 nmi; 8140 mi)
- Techo de vuelo: 12 100 m (39 698 ft)
- Régimen de ascenso: 3,2 m/s (630 ft/min)
- Carga alar: 220 kg/m² (45,1 lb/ft²)
- Potencia/peso: 0,11 kW/kg

### Armamento
- Ametralladoras: 

  - 20x Browning M2 de 12,7 mm
- Bombas: 23 210 kg

## Aeronaves relacionadas

### Desarrollos relacionados
- Northrop N-1M
- Northrop N-9M
- Northrop YB-49
- Northrop Grumman B-2 Spirit
- Northrop Grumman B-21 Raider

### Aeronaves similares
- Horten Ho 229
- Convair B-36

### Secuencias de designación
- Secuencia N-_ (interna de Northrop): ← N-36 - N-37 - N-38 - N-39 - N-40 - N-41 - N-45 - N-46 - N-47 - N-48 - N-49 - N-50 - N-51 - N-52 - N-54 - N-55 →
- Secuencia B-_ (Bombarderos del USAAC/USAAF/USAF, 1926-1962): ← XB-31 - B-32 - XB-33 - B-34 - YB-35 - B-36 - B-37 - XB-38 - XB-39 →
- Secuencia B_T (Bombarderos de la Armada estadounidense, 1931-1943 (Northrop, 1933-1937, 1944-1962)): BT - B2T